# Alejandro Urra
Alejandro Urra war ein chilenischer Fußballspieler auf der Position eines Stürmers.

## Karriere
Alejandro Urra war 1933 für CSD Colo-Colo aktiv. In dieser Zeit gewann er die Copa César Seoane und stand im ersten Spiel der ersten Primera-División-Saison auf dem Feld. Bei der 1:3-Niederlage gegen CD Magallanes erzielte er in der 70. Spielminute das erste Tor für die Albos in der Primera División und ging somit in die Geschichte des Klubs ein. Es blieb sein einziges Ligaspiel für Colo-Colo. Weitere Karrierestationen sind nicht bekannt.

## Erfolge
Colo-Colo
- Copa César Seoane: 1933